# 反猶騷亂

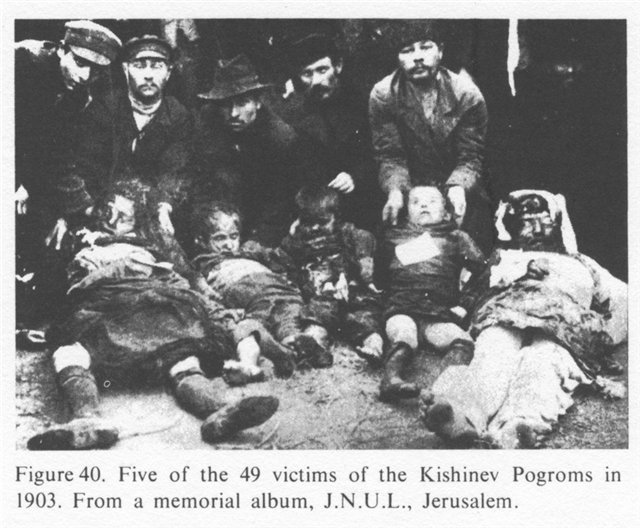
1903年基希訥烏反猶騷亂的遇難者

反猶騷亂（英語：Pogrom）是以屠殺及逼害特定民族或宗教群體為目標而發起的暴亂或騷亂，由群眾自發或受到政府秘密支持，甚至有時由政府公開鼓吹煽動。該辭彙主要是指歷史上在東歐及中歐（特別俄羅斯、烏克蘭、白俄羅斯等地區）針對阿什肯納茲猶太人的同類事件，辭根源自沙俄時期的俄語，但現今亦逐漸演變成可以泛指所有大規模針對族群（不限於猶太人）的暴力事件。